# Goniophlebium coadunatum
Goniophlebium coadunatum là một loài dương xỉ trong họ Polypodiaceae. Loài này được Barcelona & M.G.Price mô tả khoa học đầu tiên năm 1999.
Danh pháp khoa học của loài này chưa được làm sáng tỏ. 